# 名古屋市立千早小学校
名古屋市立千早小学校（なごやしりつ ちはやしょうがっこう）は、名古屋市中区新栄一丁目にある公立小学校。

## 沿革
- 1924年（大正13年）7月10日 - 千早尋常小学校として創立[1]。
- 1946年（昭和21年）4月15日 - 廃校[1]。松ヶ枝・松元国民学校とともに老松小学校に統合される[2]。
- 1952年（昭和27年）9月1日 - 名古屋市立老松小学校分校として開設[1]。
- 1957年（昭和32年）9月1日 - 名古屋市立千早小学校として改めて開校[1]。

## 通学区域
- 名古屋市中区
  - 新栄一丁目（一部）[3]
  - 新栄二丁目（一部）[3]
  - 新栄三丁目（一部）[3]
  - 千代田五丁目（一部）[3]

## 進学先中学校
- 名古屋市立白山中学校[4]